# Berengário Raimundo da Provença
Berengário Raimundo de Barcelona (c. 1114 - março de 1144) foi conde da Provença e visconde de Milhau, de Gédauvan e de Carladet. Era filho do conde Raimundo Berengário III de Barcelona e da condessa Dulce I da Provença. À morte do pai, em 1131, herdou o condado da Provença, ao passo que seu irmão mais velho, Raimundo Berengário, herdou o condado de Barcelona.
Em 1135, casou-se com Beatriz de Melgueil, com quem teve seu único filho:
- Raimundo Berengário (c.1140 - 1166), que lhe sucedeu como conde.

Seu governo foi marcado por disputas com a família de Beaux, que reivindicavam o título de conde da Provença. Também ficou inimigo da República de Gênova e foi assassinado por piratas genoveses na costa de Mauguio.